# La Valletta (traghetto)
La Valletta era una nave traghetto, in servizio con questo nome per Tirrenia di Navigazione e poi per Siremar dal 1971 al 1989.

## Caratteristiche
La Valletta era un traghetto passeggeri ro-ro. Poteva trasportare 496 passeggeri e 80 automobili; in alternativa, il garage poteva contenere 12 semirimorchi e 25 automobili. Per i passeggeri erano disponibili 6 cabine doppie e due sale poltrone, ciascuna con 50 posti. Le sale comuni comprendevano un soggiorno con 103 posti, un soggiorno-bar con 86 posti e una tavola calda da 50 posti.
La caratteristica più peculiare della nave era il sistema di propulsione: il traghetto era infatti dotato di due propulsori Voith Schneider in luogo delle eliche convenzionali. La velocità di esercizio era di 16,5 nodi.

## Servizio

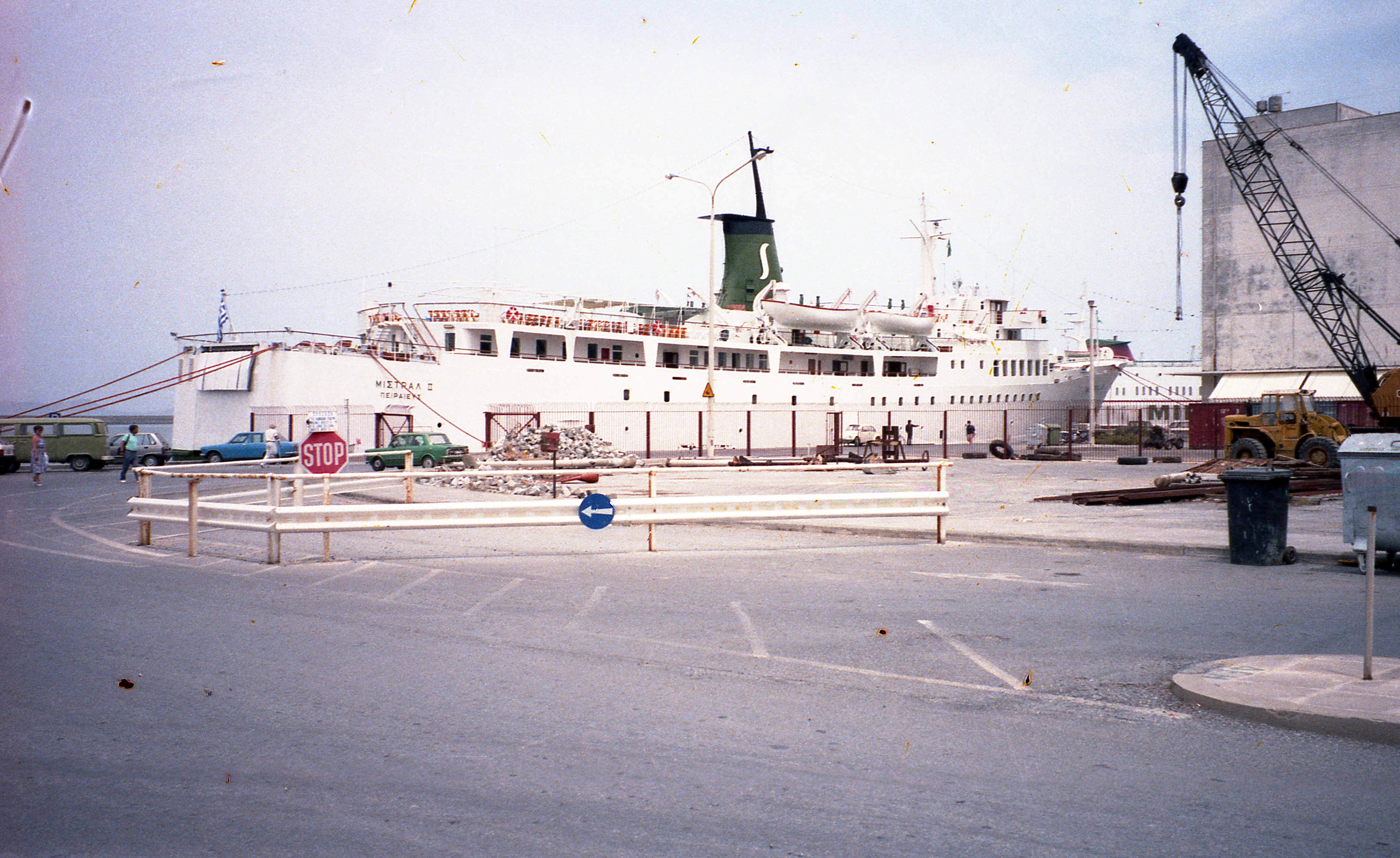
La nave ad Heraklion nel maggio 1989

La Tirrenia ordinò La Valletta al Cantiere Navale Pellegrino di Napoli il 2 maggio 1968. Il traghetto fu varato il 19 dicembre 1970; nel febbraio successivo, le difficoltà economiche del cantiere spinsero la Tirrenia a prendere in consegna la nave incompleta e farsi carico del completamento. Il La Valletta si avviò alle prove in mare il 27 ottobre 1971, entrando in seguito in servizio sulla linea Siracusa - Malta per la quale era stato progettato. Tuttavia, il peculiare sistema di propulsione, impiegato fino a quel momento con buoni risultati sui traghetti per le linee locali sarde, si rivelò poco adatto alla navigazione su rotte più lunghe ed esposte, con il risultato che la nave faticava a mantenere la velocità di esercizio. Inoltre, i propulsori accusarono eccessive vibrazioni torsionali, la risoluzione delle quali comportò un aumento di peso e quindi una riduzione della portata.
Anche a causa di queste limitazioni tecniche, la nave si rivelò inadatta al servizio sulla rotta alla quale era stata destinata. La Tirrenia la sostituì quindi con il traghetto Malta Express e il 22 luglio 1976 il La Valletta fu ceduto alla Siremar, che lo impiegò per espletare i collegamenti con le Isole Eolie. La nave rimase in forza alla Siremar fino al 6 marzo 1989, quando fu venduta alla greca Saronic Cruise Shipping Company, prendendo il nome di Mistral II. Negli anni seguenti la nave rimase in servizio in Grecia, cambiando più volte nome e proprietà; nel dicembre 2005 fu venduta per la demolizione ad Aliağa.